# Primera sangre (álbum)
Primera sangre es el cuarto álbum de estudio perteneciente al grupo de rock y new wave argentino GIT. Fue grabado en los Estudios Del Cielito, mezclado en los Estudios Panda y publicado por BMG en 1988. Este trabajo no logró atraer la atención ni del público y de la crítica. Este álbum tuvo solamente dos temas como cortes de difusión, el primero fue Golpes y el segundo Tinta invisible en coautoría con Andrés Calamaro.
En ese año, debido a un desgaste en las relaciones entre los integrantes de la banda que se hacía evidente los GIT hicieron una pausa de cuatro años.

## Lista de canciones
1. Golpes (Pablo Guyot/Alfredo Toth) (4:01).
2. Perdiendo Altura (Pablo Guyot/Roberto Fernández/Alfredo Toth) (5:32).
3. Por Poder Gritar (Marzullo/Adrián Bilbao/Babú Cerviño/Willy Iturri) (6:02).
4. Las y Media (Annie/Alfredo Toth) (5:49).
5. Tinta Invisible (Pablo Guyot/Andrés Calamaro) (4:04).
6. Donde Está el Principio (Pablo Guyot/Roberto Fernández/Adrián Bilbao/Alfredo Toth) (3:42).
7. Mujer Peruana (Fotos Reveladas) (Adrián Bilbao/Babú Cerviño/Willy Iturri) (3:50).
8. Primera Sangre (Pablo Guyot/Willy Iturri/Alfredo Toth) (4:32).

- Todas las copias de este álbum presentan un error en su edición: el tema Fotos Reveladas solo figura en los créditos de la gráfica ya que el verdadero tema que fue incluido en las copias es Mujer Peruana.

## Créditos
- Alfredo Toth: voz principal y coros, bajo
- Pablo Guyot: guitarra eléctrica y coros
- Willy Iturri: batería y coros

Músico invitado
- Babu Cerviño: sintetizadores